# الیز ساناساریان
الیز ساناساریان (ارمنی: էլիզ Սանասարեան; انگلیسی: Eliz Sanasarian) استاد ایرانی آمریکایی دانشگاه در رشته علوم سیاسی و از ایرانییان ارمنی‌تبار است که در ایالات متحده آمریکا زندگی می‌کند.
ساناساریان فوق لیسانس و دکترای علوم سیاسی خود را از دانشگاه ایالتی نیویورک در بوفالو گرفت و در حوزه‌های سیاست قومی تطبیقی، مطالعات زنان و توسعه بین‌المللی، سیاست تطبیقی و … متخصص است و این درس‌ها را در دانشگاه جنوبی کالیفرنیا تدریس می‌کند.
الیز ساناساریان عضو انجمن آمریکایی علوم سیاسی، انجمن مطالعات ارمنیان، و انجمن مطالعات ایران است.